# Stellitethya
Stellitethya is een geslacht van sponzen uit de klasse van de gewone sponzen (Demospongiae). 

## Soorten
- Stellitethya extensa (Hentschel, 1909)
- Stellitethya ingens Sarà & Sarà, 2003
- Stellitethya murrayi Sarà & Bavestrello, 1996
- Stellitethya repens (Schmidt, 1870)